# Black Sheep (banda de rock)
Black Sheep es una banda de banda de rock progresivo formada a mediados de los años 70 oriunda de Nueva York, Estados Unidos. Es principalmente recordada porque el vocalista de la banda Lou Gramm, sería el cantante de la exitosa banda Foreigner de los años 80. Gramm había estado anteriormente en una banda llamada Poor Heart a principios de los años 70. Sin embargo, por el poco progreso que hubo allí formó Black Sheep con el bajista Bruce Turgon (que también se uniría a Foreigner) y su hermano menor Richard, que tocaba la guitarra. La banda logró un contrato discográfico con Capitol Records y editó dos álbumes, un debut homónimo (1975) y Encouraging Words (1976). Pero la vida del grupo sería corta. Cuando una noche les tocó abrir un show de Kiss, un accidente de tráfico destruyó todo el equipo de la banda, y no había dinero para nuevo equipo. En segundo lugar, la banda perdió su contrato. Poco después, Gramm recibió una llamada telefónica de Mick Jones, quién había sido guitarrista de Spooky Tooth. Jones invitó a Gramm a unirse a un nuevo grupo que estaba formando, Foreigner y Black Sheep oficialmente se disolvió.

## Miembros
- Lou Grammatico - voz
- Don Mancuso - guitarra eléctrica
- Larry Crozier - teclados
- Bruce Turgon - bajo eléctrico
- Mike Bonafede - batería

## Discografía
- Black Sheep (1975)
- Encouraging Words (1975)